# 艾氏絲鰭脂鯉
艾氏絲鰭脂鯉（學名：Copella eigenmanni）為輻鰭魚綱脂鯉目脂鯉亞目鱂脂鯉科絲鰭脂鯉屬的其一種，分布於南美洲巴西帕拉至奧里諾科河流域，體長可達3.6公分，棲息底中層水域，生活習性不明。